# Djesse Vol. 1
Djesse Vol. 1 è il secondo album in studio del musicista britannico Jacob Collier, pubblicato nel 2018 e registrato insieme all'orchestra pop-jazz olandese Metropole Orkest.

## Tracce
Testi e musiche di Jacob Collier, eccetto dove indicato.
1. Home Is – 5:45
2. Overture – 2:54
3. With The Love In My Heart – 6:48
4. Ocean Wide, Canyon Deep (feat. Laura Mvula) – 5:19
5. Djesse – 4:36
6. Everlasting Motion (feat. Hamid El Kasri) – 6:33
7. Every Little Thing She Does Is Magic – 4:38 (Sting)
8. Once You (feat. Suzie Collier) – 9:24
9. All Night Long (feat. Take 6) – 7:19 (Lionel Richie)